# Camaligan
Camaligan é um município de  quinta classe de renda municipal (d) na província Camarines Sul, nas Filipinas. De acordo com o censo de 1 de maio  de  2020 possui uma população de 25 036 pessoas e 5 353 domicílios.